# Silvan Tomkins
Silvan Solomon Tomkins (ur. 4 czerwca 1911 w Filadelfii, zm. 10 czerwca 1991 Somers Point k. New Jersey) – amerykański psycholog i filozof, uznawany za twórcę nowoczesnej „teorii afektów” i „teorii skryptów”, dotyczącej roli emocji w kształtowaniu osobowości, autor fundamentalnej czterotomowej książki Affect Imagery Consciousness.

## Życiorys

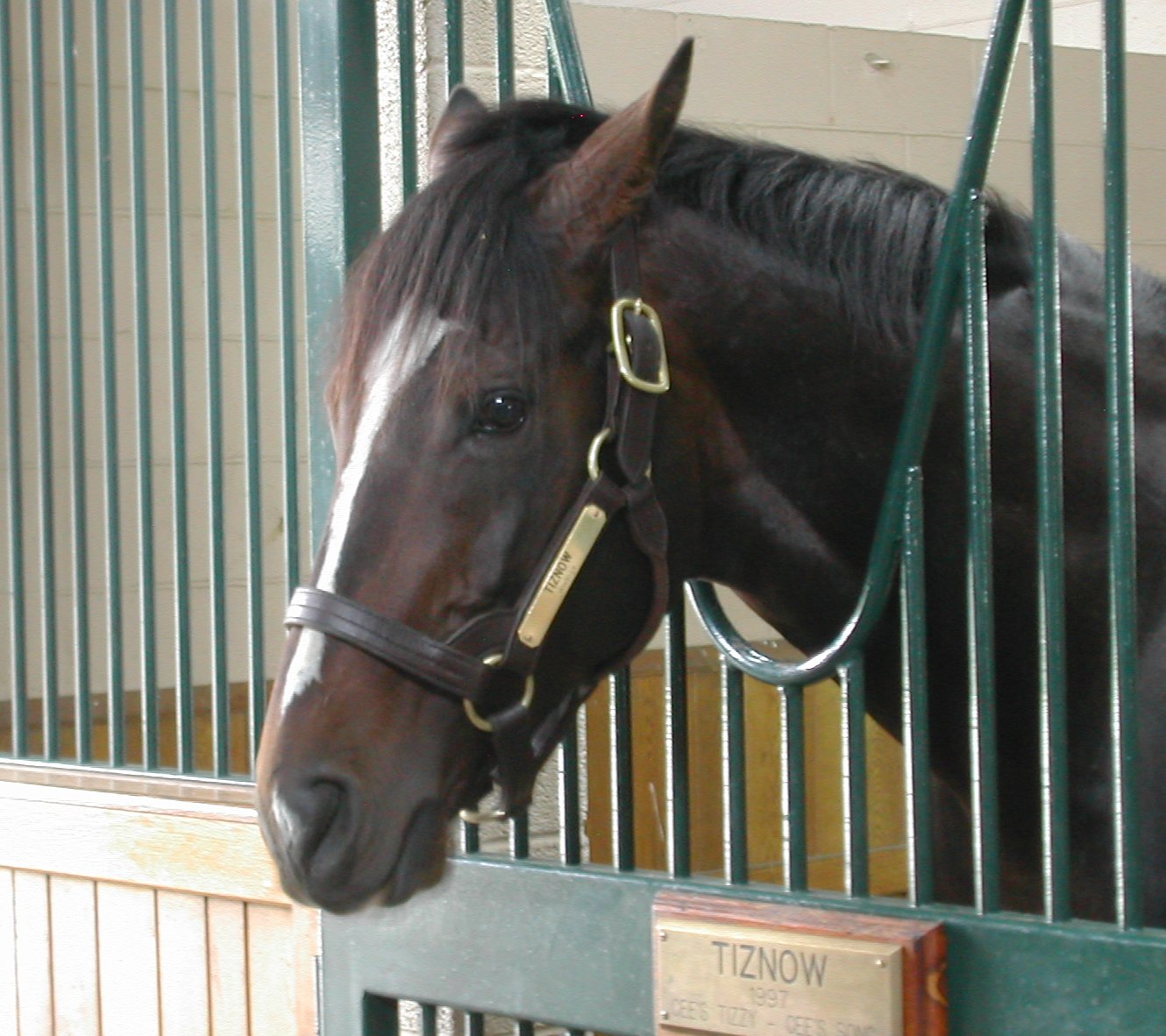
Szanse wygranej konia w wyścigach Tomkins oceniał odczytując ich mimiczną ekspresję

Był synem żydowskich emigrantów z Rosji. Urodził się w Filadelfii a dzieciństwo spędził  a dorastał w Camden (New Jersey). Studia rozpoczynał w University of Pennsylvania, zamierzając zostać dramaturgiem.  jednak po ukończeniu I stopnia kształcenia zmienił kierunek studiów na psychologię. Master's degree (tytuł zawodowy, odpowiednik magistra) otrzymał po roku, po czym przeniósł się do Pennsylvania State University, aby nieodwołalnie skupić się na psychologii biologicznej. Otrzymał MA w dziedzinie psychologii i PhD w dziedzinie filozofii (1934). Pracę doktorską wykonał na temat Edgara A. Singera i teorii wartości. Z powodu recesji nie od razu został zatrudniony na uczelni – przez dwa lata pracował dla bukmacherów, oceniając szanse koni wyścigowych na wygraną. Twierdził, że trafność przewidywań zawdzięcza umiejętności odczytywania ich „wyrazu twarzy” (mimicznej ekspresji). 

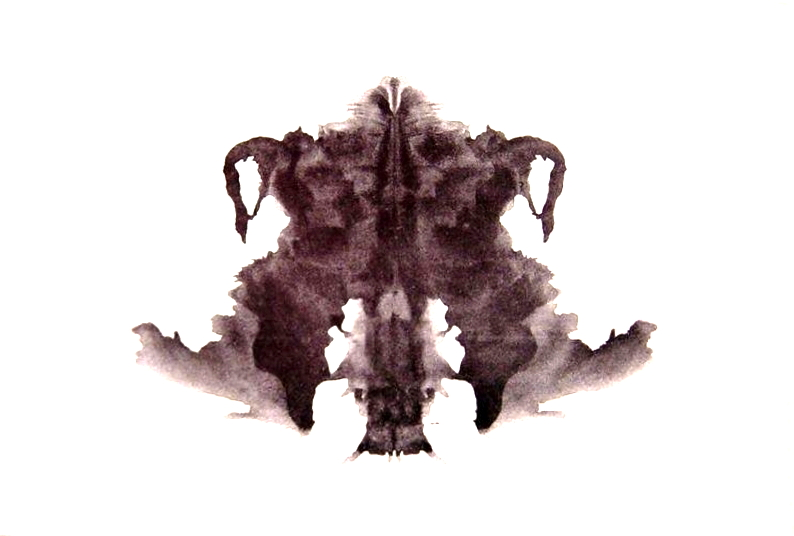
Przykładowa plansza projekcyjnego testu Rorschacha

W roku 1936 rozpoczął badania podoktoranckie w dziedzinie filozofii na Uniwersytecie Harvarda. Uległ fascynacji pionierskimi pracami dotyczącymi osobowości, prowadzonymi w Harvard Psychological Clinic pod kierunkiem Henry’ego A. Murraya i Roberta W. White’a. Wkrótce opublikował pierwszą książkę pt. Contemporary Psychopathology, a następnie nt. Thematic Perception Test i The Picture Arrangement Test.
Od roku 1947 przez 18 lat pracował na Wydziale Psychologii Uniwersytetu Priceton. Rozpoczął  badania związku reakcji emocjonalnych, które nazwał „affects”, z kształtowaniem się osobowości, co stało się najbardziej istotną tematyką w jego naukowej karierze. Przez jeden rok przebywał w Ford Center w Palo Alto (Kalifornia), gdzie napisał pierwsze dwa tomy dzieła Affect, Imagery, Consciousness (uznawanego za wybitne). Jego uczniami byli w tym okresie Paul Ekman i Carroll Izard, którzy w przyszłości popularyzowali i rozbudowywali jego koncepcje. Wśród uczniów i współpracowników są wymieniani również m.in. Virginia Demos i Donald Nathanson.
W roku 1965 otrzymał Career Research Award od National Institute of Mental Health (zob. NIH). W latach 1965–1968  pracował w CUNY Graduate Center, a od roku 1968 do emerytury (1975) był profesorem w Rutgers University. Po odejściu na emeryturę nadal pracował naukowo, rozwijając „teorię skryptu” (ang. script theory).

## Tematyka badań
Prace badawcze S. Tomkinsa charakteryzuje interdyscyplinarne podejście do zagadnień emocji i afektów. Uwzględniał wyniki badań Darwina, dotyczące procesów ewolucyjnych, prace Freuda w zakresie psychoanalizy i psychoterapii, współczesny sobie stan wiedzy w dziedzinach neuropsychologii i kognitywistyki. Interesował się procesami sprzężenia zwrotnego, zyskującymi popularność we wczesnym okresie rozwoju cybernetyki. Najbardziej cenione są prace na temat „teorii afektów” i „teorii skryptu”. Na temat zastosowanego określenia „teoria” pisał: 

… każda teoria o dużym stopniu ogólności potrafi wytłumaczyć szerokie spektrum zjawisk, które wydają się bardzo odległe zarówno od siebie, jak i od wspólnego źródła. To powszechnie przyjęte kryterium oceny siły wyjaśniającej każdej teorii naukowej. Teoria tłumacząca jedynie zjawiska jej „bliskie” jest teorią słabą i właściwie niewiele się różni od opisu zjawisk, które próbuje wytłumaczyć. Jej siła rośnie w miarę podporządkowywania jednej formule coraz większej liczby zjawisk… 

Główna różnica między koncepcją Tomkinsa i wcześniejszymi koncepcjami behawiorystów i psychoanalityków polega na uznaniu afektów i emocji za główny motyw działania organizmów, które dysponują układem nerwowym z analizatorami wrażeń zmysłowych. Według Tomkinsa istnieje dziewięć podstawowych afektów (o różnych intensywnościach), które są wrodzonymi cechami biologicznymi, dziedzicznymi reakcjami organizmu na zewnętrzne bodźce (zob. bodziec w fizjologii, bodziec w psychologii, bodziec w behawioryzmie): 

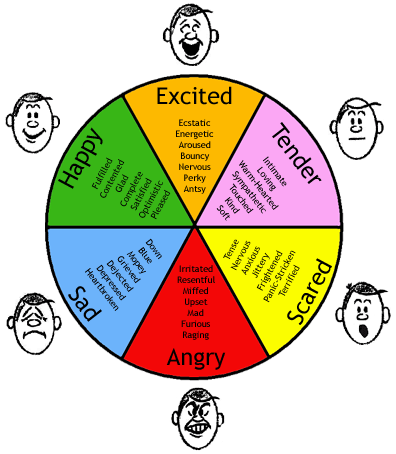
Mimiczna ekspresja podstawowych emocji

  –  zainteresowanie (zwrócenie uwagi) – ekscytacja (podniecenie),
  –  przyjemność – radość
  –  niespodzianka – zaskoczenie
  –  żal – cierpienie
  –  gniew – wściekłość
  –  niepokój – strach
  –  wstyd – upokorzenie
  –  disgust ( reakcja na niepożądane smaki, obrzydzenie)
  –  dissmell (reakcja na przykre zapachy)
Dopiero poznawanie otoczenia przez rozwijający się organizm prowadzi do stopniowego pojawienia się samoświadomości – świadomości własnych emocji, myśli, potrzeb, tj. potrzeby fizjologiczne i potrzeba bezpieczeństwa, potrzeba miłości i przynależności, szacunku i uznania, możliwości samorealizacji (zob. Abraham Maslow i hierarchia potrzeb, psychologia humanistyczna).
W ciągu całego życia poszczególnym wydarzeniom/sytuacjom są nadawane „osobiste znaczenia” (np. znaczenie pracy i życia rodzinnego dla pracujących kobiet). Rozwija się praktycznie nieograniczona liczba różnych „struktur ideologiczno-afektywnych” – różnych osobowości, dysponujących podobnym zestawem wrodzonych afektów, lecz ukształtowanych pod wpływem różnych życiowych doświadczeń, zawierających specyficzne „wstęgi” bodziec-afekt-reakcja (Stimulus-Affect-Response Sequence, S-A-R-S zamiast S-R).
Tomkins stwierdził m.in. że doświadczenia wywołują powstawanie pseudo-kopii afektów pierwotnych, a ekspresja emocji – ważna dla utrzymywania relacji społecznych − następuje głównie z udziałem skóry, a nie mięśni twarzy (początkowo zajmował się przede wszystkim mimiką, zob. Paul Ekman i What Faces Can’t Tell Us). Analizując procesy odbierania informacji docierających z otoczenia, m.in. wymienianych między ludźmi, oraz wzmacniania impulsów nerwowych w układzie nerwowym, używał pojęć z dziedziny techniki, tj. wzmocnienie sygnałów analogowych lub aktywator odpowiedzi. Postulował, że w zmiennym środowisku życia, pełnego nieustannych wrażeń to afekty wywołują koncentrację uwagi na określonym obiekcie lub sprawie, decydują o przebiegu procesów poznawczych, są źródłem potrzeb, motywują zachowania i działania. Sformułował cztery główne wymagania, których spełnienie warunkuje zdrowie psychiczne człowieka (ang. The Tomkins Blueprint for Individual Mental Health):
1. Jako ludzie jesteśmy zmotywowani do poszukiwanie pozytywnych afektów i ich maksymalizowania.
2. Nasza natura jest stronnicza – staramy się minimalizować afekty negatywne.
3. System działa najlepiej, gdy nie ukrywamy naszych afektów (zob. ekspresja, ekspresja stłumiona).
4. Dla zdrowia psychicznego dobre jest wszystko, co zwiększa możliwości osiągnięcia wymienionych celów, a złe – wszystko, co zmniejsza te możliwości.

„Teoria skryptów” („scenariuszy” życia, metafora sztuki teatralnej) została zaprezentowana w roku 1954 na XIV Międzynarodowym Kongresie Psychologii w Montrealu. W następnych latach była stopniowo rozbudowywana. Według tej teorii w kolejnych okresach życia człowieka tworzą się „struktury ideologiczno-afektywne”. Gromadzone są zestawy dostępnych „scen” z określoną „fabułą”. Życiowe scenariusze są zespołami zasad interpretowania scen o różnym znaczeniu emocjonalnym (jeżeli doświadczenia są one negatywne, łatwiej dochodzi do uogólnień). Tworzenie skryptu (porządkowanie scen) polega na nadawaniu sensu zależnościom między nimi, np. jestem „w czepku urodzonym”, „mam dwie lewe ręce”, „mam pecha/szczęście” (pojęcie wstęgi SARS – Stimulus-Affect-Response Sequence.
Zależnie od sekwencji emocji, tworzących skrypt, wyróżnia się: 
- skrypty typu „zaangażowanie”, budowane wokół uczuć pozytywnych,
- skrypty „jądrowe”, powstające np. w dzieciństwie, gdy oczekiwanie na zaspokojenie potrzeb kończy się emocją negatywną

które ułatwiają interpretację obserwowanych zdarzeń rzeczywistych i wybór odpowiednich zachowań. Dzięki rozbudowywanemu „tematycznemu katalogowi” dostępnych „scen” i „scenariuszy” świat staje się zrozumiały, a sposób interpretacji ma wpływ na dalszy bieg własnego życia. Wiedza o tych mechanizmach ma również znaczenie dla psychiatrów i psychoterapeutów, którym ułatwia zrozumienie emocji swoich pacjentów oraz poszukiwanie sposobów przywracania zakłóconej równowagi (np. zaburzenia afektywne, nerwicowe, osobowości).

## Publikacje
Wybór według MEMIM Encyclopedia:     
- Affect Imagery Consciousness: Volume I, The Positive Affects. Tavistock, London 1962
- Affect Imagery Consciousness: Volume II, The Negative Affects. In 1963
- Affect Imagery Consciousness Volume III. The Negative Affects: Anger and Fear. Springer, New York 1991
- Affect, Imagery, Consciousness Volume IV Springer, New York from 1962 to 1992 (with Bertram P. Karon)
- Conscience, self love and benevolence in the system of Bishop Butler. University of Pennsylvania, 1934
- The Tomkins - Horn Picture Arrangement Test. Springer, New York 1957 (with John Burnham Miner)
- PAT Interpretation: Scope and Technique. Springer, New York 1959 (with John B. Miner)
- Computer Simulation of Personality: Frontier of Psychological Theory. Wiley, New York 1963 (with Samuel Messick)
- Affect, Cognition, and Personality: Empirical Studies Springer, New York 1965 (with Carroll E. Izard)
- Virginia Demos (ed.): Exploring affect - The selected writings of Silvan S. Tomkins. Cambridge University Press, Cambridge, Mass. 1995, ISBN 0-521-44832-8 (limited preview on Google Book Search).

## Oddźwięk
Koncepcje Tomkinsa są popularyzowane i rozwijane przez jego uczniów i współpracowników, m.in. działających w strukturze The Silvan Tomkins Institute. Do tego grona należy m.in. Donald L. Nathanson, autor takich prac jak What's a Script? lub Shame and Pride: Affect, sex, and the birth of the self (rozwinięcie teorii emocji w kierunku silniejszego zaakcentowania znaczenia wstydu, wskazanie związków między teorią afektów i biologią, medycyną, psychologią, psychoterapią, religią i naukami społecznymi). Inna z byłych uczennic i współpracowniczek Tomkinsa, Virginia Demos, terapeutka w Austen Riggs Center w Stockbridge, jest autorką m.in. często cytowanej pracy Differentiating the repetition compulsion from trauma through the lens of Tomkins' script theory : A response to Russell. Redagowała również zbiór prac S. Tomkinsa Exploring affect (1995). Paul C. Holinger, autor m.in. książki pt. Co mówią dzieci, zanim nauczą się mówić (2006), opisując historię rozwoju psychoanalizy wymienił Tomkinsa jako bezpośredniego następcę Darwina i Freuda.
Teoria afektów Tomkinsa spełnia wymagania, stawiane przez niego „mocnym teoriom naukowym” – znajduje zastosowanie w różnych dziedzinach ludzkiego życia, tłumacząc „szerokie spektrum zjawisk, które wydają się bardzo odległe zarówno od siebie, jak i od wspólnego źródła”. Jonathan Flatley (prof. literatury ang., Wayne State University) nawiązywał do niej np. w książce Affective Mapping. Melancholia and the Politics of Modernism. Analizując postawy człowieka wobec zmieniającego się świata i „utopijnych obietnic modernizmu” (zob. np. modernizm w muzyce, literaturze, architekturze, sztuce) pisze on m.in.:

…wydaje się, że im większe były nadzieje pokładane w nauce, technologii i w międzynarodowej współpracy, tym większa była gorycz porażki, z całkowicie nowoczesnym, biurokratycznie i administracyjnie dopracowanym projektem Holokaustu na czele. Silvan Tomkins wskazał, że tego rodzaju sytuacja, lokująca nas między „Niebem i Piekłem na ziemi” („Heaven and Hell on earth”), pomiędzy wielką nadzieją i katastrofalnym rozczarowaniem, jest paradygmatycznym „depresyjnym scenariuszem” (Kosofsky-Sedgwick i Frank 1995) […] …wszystkie modernizmy mają wspólną świadomość luki między obietnicami i społecznymi procesami nowoczesności. W ramach estetyki modernizmu świadomość ta implikuje […] przeświadczenie, że sztuka może i powinna zrobić coś, by tę lukę wypełnić.

Na teorie Tomkinsa powoływała się również Eve Kosofsky Sedgwick, m.in. w tekście Czytanie paranoiczne, czytanie reparacyjne, albo: masz paranoję i pewnie myślisz, że ten tekst jest o tobie – rozważaniach „jak działa wiedza – jej poszukiwanie, posiadanie i ujawnianie, oraz ponowne otrzymywanie informacji, które już znamy”? lub o podobieństwie paranoi i dynamiki fobii wobec homoseksualizmu. Przytacza m.in. opinię:

Silvan Tomkins opisuje paranoję jako przykład „teorii silnych afektów” – w tym przypadku teorii silnego upokorzenia bądź strachu przed upokorzeniem. Sformułowanie „teoria silnych afektów”, a właściwie sama kategoria „teorii”, nabiera w pracach Tomkinsa podwójnego znaczenia. Posuwa się on bowiem dalej niż Freud, który zauważa jedynie możliwe podobieństwa pomiędzy teorią a paranoją. Według Tomkinsa, którego myślenie zostało ukształtowane w wyniku zainteresowania procesami sprzężenia zwrotnego we wczesnej cybernetyce, całe ludzkie życie kognitywno-afektywne zorganizowane jest według alternatywnych, zmiennych, strategicznych i hipotetycznych teorii afektu. To stwierdzenie zakłada, że nie istnieje żadna ontologiczna różnica pomiędzy wytwarzaniem teorii przez niejakiego Freuda a wytwarzaniem jej przez jego pacjentów.

Pomimo znacznej popularności teorii afektów Tomkinsa nie jest ona akceptowana powszechnie. Literaturoznawcy, filozofowie, krytycy sztuki, badacze ideologii i in. często traktują teksty literackie, obrazy, utwory muzyczne, itp. jako nośniki przekazujące afekty (tzw. „zwrot afektywny w badaniach humanistycznych”, ale to pojęcie nie zawsze oznacza to samo. Zauważalna jest charakterystyczna dla dyskursu afektywnego dwutorowość, a nawet trójtorowość badań, które wywodzą się z:
- psychobiologicznych (psychofizjoligicznych, „natężenie impulsów nerwowych”[28]) koncepcji Silvana Tomkinsa, twierdzącego, że „umysł bez wsparcia ciała jest bezsilny, afekt bez wsparcia rozumu ślepy”
- psychoanalitycznej teorii afektów, opartej na pracach Zygmunta Freuda, Melanie Klein i Jacques’a Lacana (symptomatologia, afekt traktowany jako symptom)
- lektury Spinozy, Gillesa Deleuze’a, Mieke Bal i in. (Spinoza odróżniał affectio (pobudzenie) i affectus (afekt, czyli intensywność)[36][28]

Formułowane są opinie, że wyprowadzanie kodyfikacji nie jest celowe.

## Życie prywatne
W roku 1947 ożenił się z Elizabeth Taylor, z którą pozostawał w związku małżeńskim przez niemal 30 lat. Uczestniczyła w badaniach prowadzonych przez męża i była współautorką The Thematic Apperception Test.